# U-239
Unterseeboot 239 foi um submarino alemão do Tipo VIIC, pertencente a Kriegsmarine que atuou durante a Segunda Guerra Mundial.
O U-239 esteve em operação entre os anos de 1943 e 1944. Foi danificado no dia 24 de julho de 1944 por bombardeiros britânicos em Kiel. Retirado do serviço em 5 de agosto de 1944, tendo o seu casco aberto no final de 1944.

## Comandantes
| Comandante        | Data                                      |
| ----------------- | ----------------------------------------- |
| Oblt. Ulrich Vöge | 13 de março de 1943 - 24 de julho de 1944 |

## Subordinação
| Período                                   | Flotilha                   |
| ----------------------------------------- | -------------------------- |
| 13 de março de 1943 - 1 de julho de 1943  | 5. Unterseebootsflottille  |
| 1 de julho de 1943 - 24 de julho de 1944  | 22. Unterseebootsflottille |
| 25 de julho de 1944 - 5 de agosto de 1944 | 5. Unterseebootsflottille  |